# Vízi kányafű
A vízi kányafű (Rorippa amphibia) a keresztesvirágúak (Brassicales) rendjébe, ezen belül a káposztafélék (Brassicaceae) családjába tartozó faj.

## Előfordulása
A vízi kányafű Európában mindenfelé megtalálható. Továbbá fellelhető Algériában és Ázsia mérsékelt övében is, Törökországtól, egészen Kazahsztánig és Oroszországig. Új-Zélandra, Kanadába és az Amerikai Egyesült Államokba betelepítették.

## Megjelenése
A vízi kányafű 40-120 centiméter magas, évelő növény. Szára kopasz, összenyomható, belül üres. Az alsó levelek nyele rövid, alakja hosszúkás tojás, épek vagy (a vízben) fésűsen szeldeltek. A felső szárlevelek ülők, keskeny lándzsásak, ép szélűek vagy fűrészes fogasak. Az erősen változó levélalak a vízállással függ össze. A sárga virágok bugavirágzatban nyílnak. A szirmok 4-5 milliméter hosszúak, a csészelevelek körülbelül feleakkorák. A 3-6 milliméter hosszú becőtermések alakja tojás vagy elliptikus. A terméses kocsányok 6-17 milliméter hosszúak, vízszintesen elállnak vagy lehajlók.

## Hasonló faj
Az osztrák kányafű (Rorippa austriaca) termése gömbös, levelei szíves, füles vállúak, hosszúkás lándzsásak. Ártereken, réteken, nedves szántókon él.

## Életmódja
A vízi kányafű mocsarak, mocsárrétek, vízpartok, időszakosan elárasztott területek lakója. Tápanyagban gazdag talajokon nő.
A virágzási ideje májustól augusztus végéig tart.

## Képek

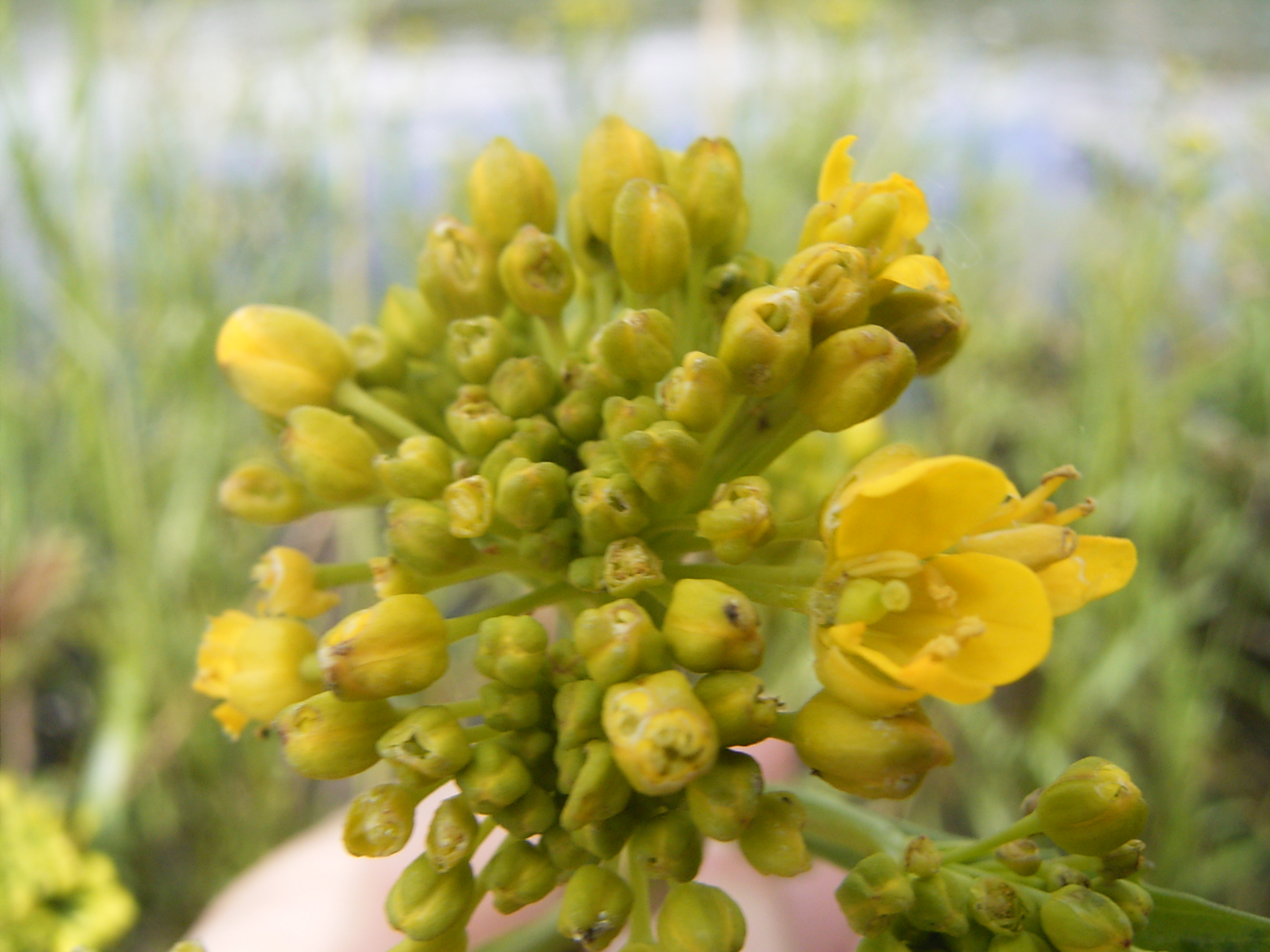
Bimbói
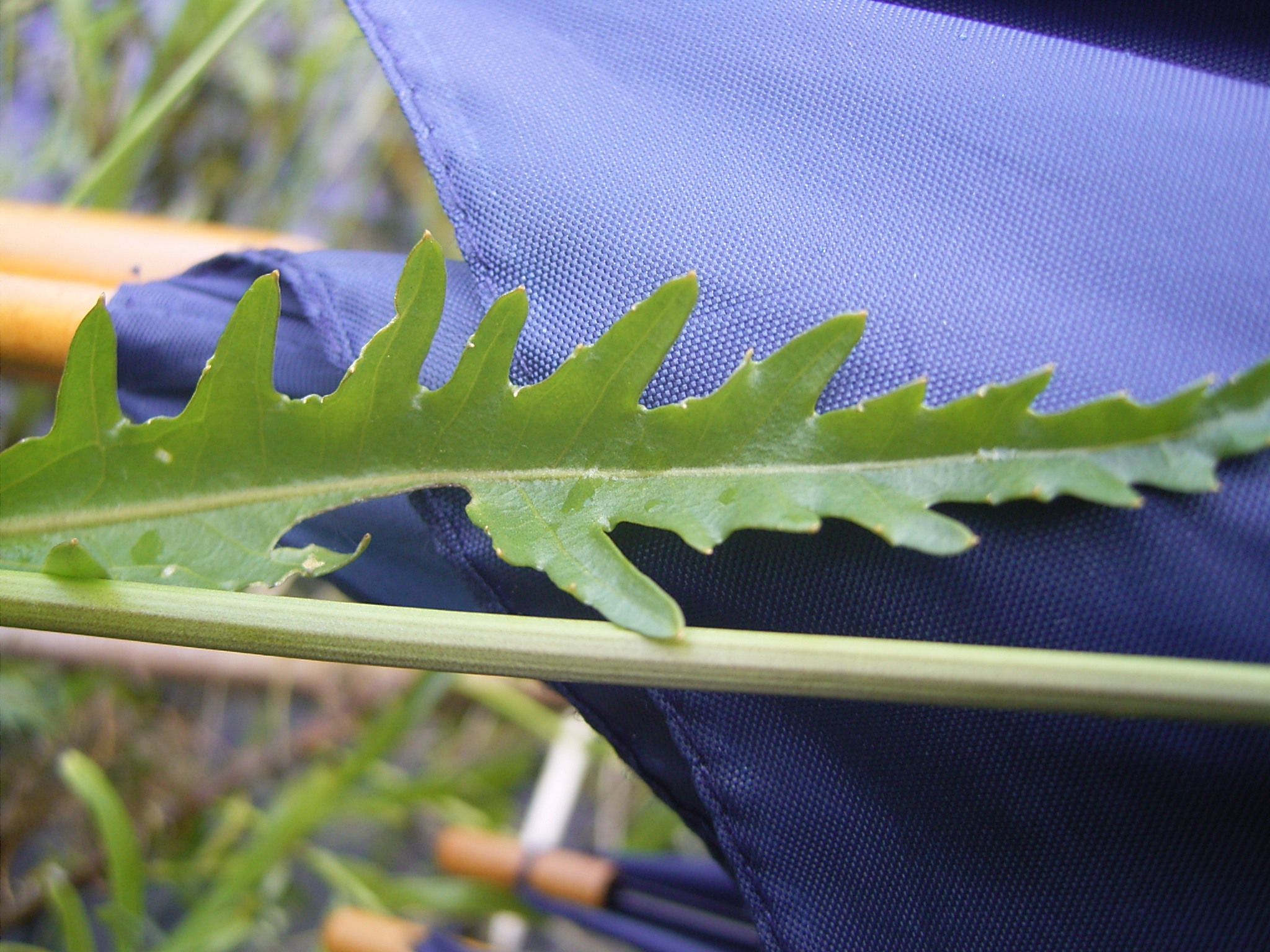
Levele
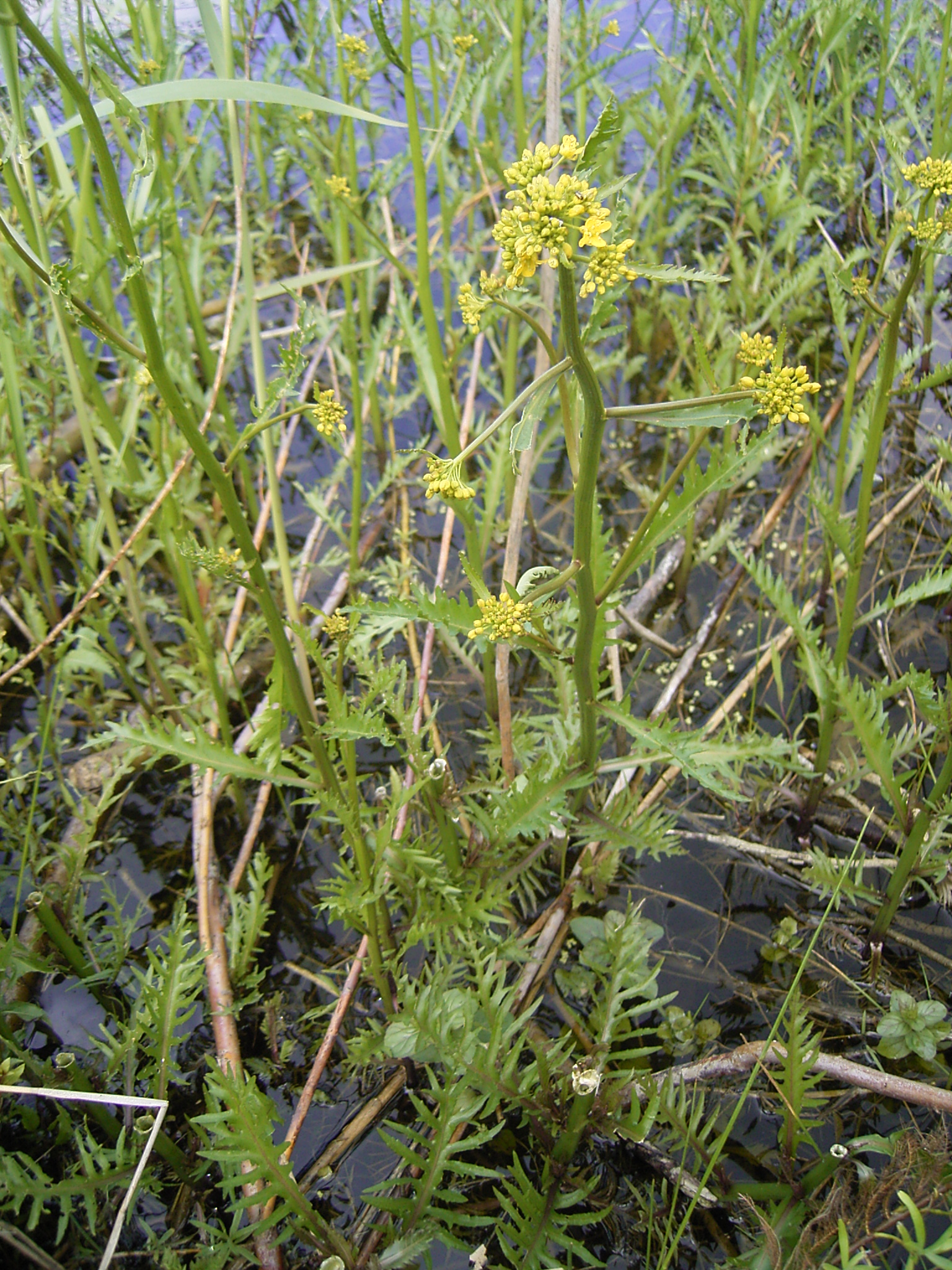
A növény
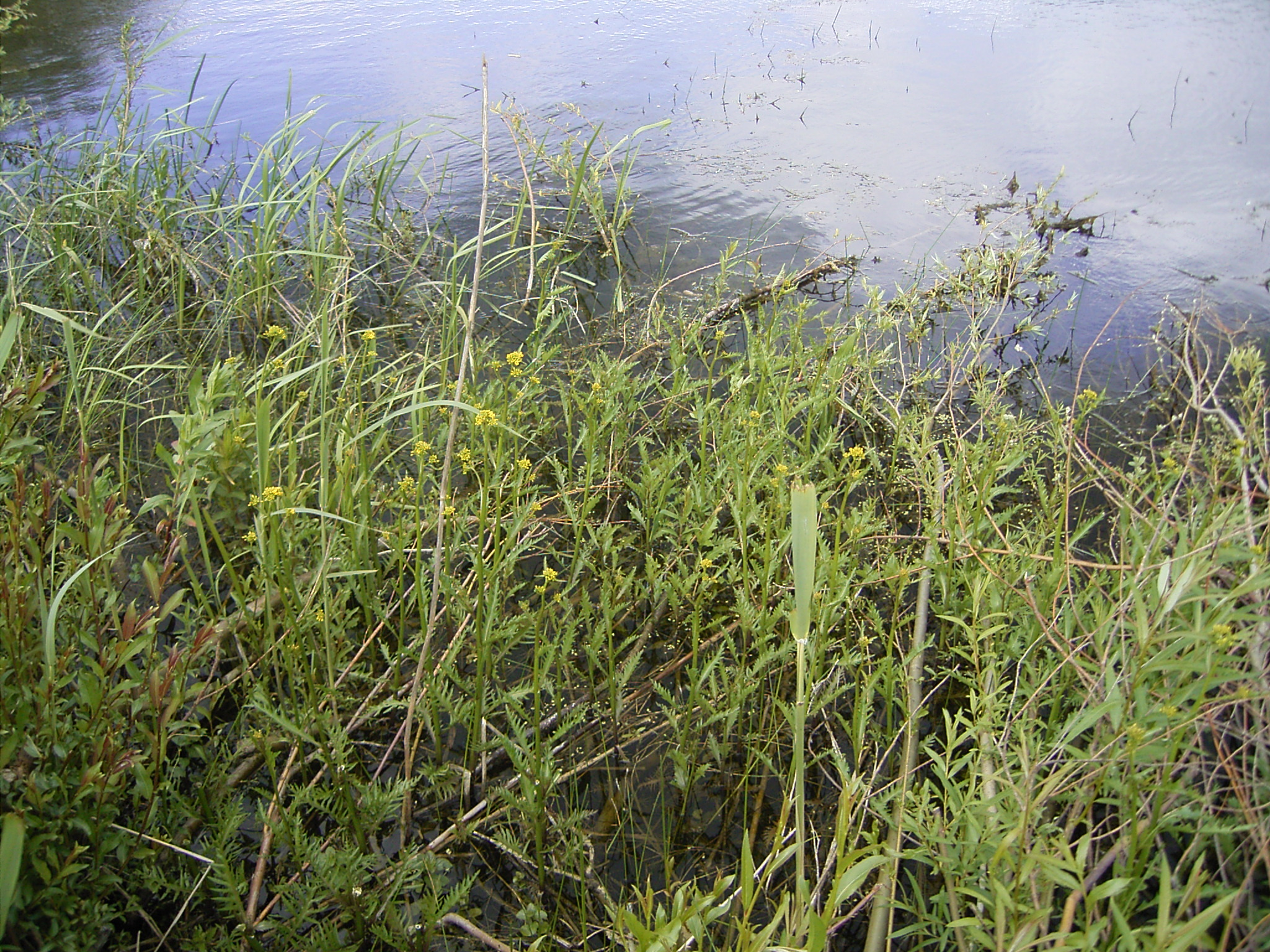
a természetes élőhelyén
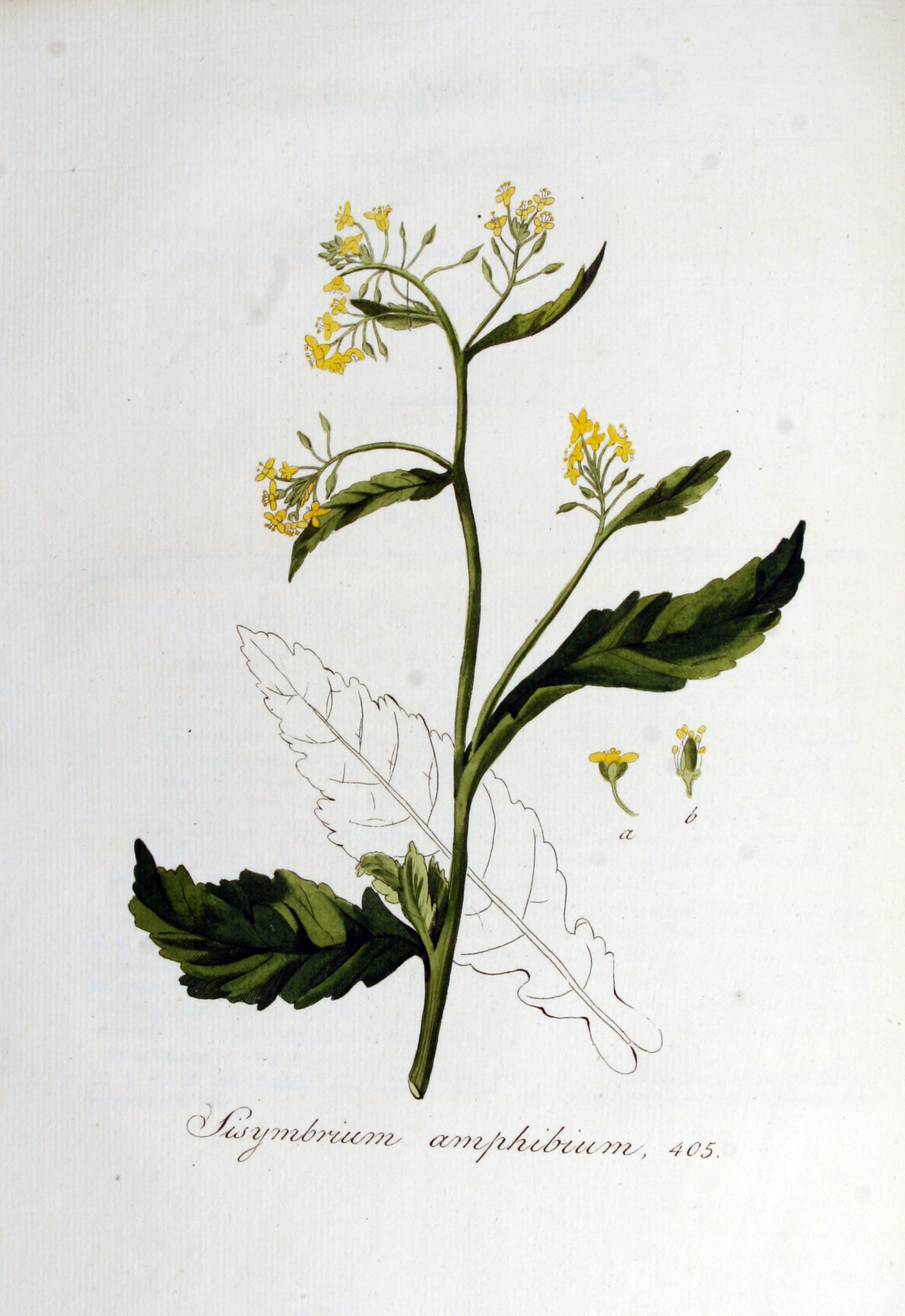
Rajz a növényről